# Маккелл, Уильям
Сэр Уильям Джон Маккелл (англ. William John McKell ; 26 сентября 1891, Памбула, Новый Южный Уэльс, Австралия — 11 января 1985, Сидней, Новый Южный Уэльс, Австралия) — британский государственный и политический деятель, двенадцатый генерал-губернатор Австралии с 11 марта 1947 по 8 мая 1953 года.

## Биография

### Молодость
Уильям Джон Маккелл родился в Памбуле, в штате Новый Южный Уэльс, в семье мясника, оставившего свою жену и четверых детей. В будущем Уильям Маккелл избегал обсуждения этого вопроса, говоря, что его отец умер молодым. Он получил образование в Сиднее в государственной школе «Bourke Street» и начал работать котельщиком, в 1915 году став секретарем Союза котельщиков.

### Политическая карьера
В 1917 году Уильям Маккелл был избран в Законодательное собрание штата Новый Южный Уэльс в качестве члена Лейбористской партии от избирательного округа Редферн и сохранил место до ухода в отставку, чтобы стать генерал-губернатором в 1947 году, за исключением периода пропорционального представительства с 1920 по 1927 год, когда он был от избирательного округа Ботани. В 1920 году он женился на Марии Пай. В это время он изучал право, и в 1925 году стал адвокатом. В лейбористских правительствах Джека Лэнга с 1925 по 1927 и с 1931 по 1932 год он был министром юстиции, и с 1930 по 1931 год был министром по вопросам местного самоуправления.
В 1930-е годы Маккелл стал лидером оппозиции в Лейбористской партии из-за диктаторского правления Лэнга и его неудач на выборах. В 1939 году он сместил Лэнга и стал лидером Лейбористской партии и лидером оппозиции.

### На посту премьера штата Новый Южный Уэльс
В 1941 году он стал премьером после убедительной победы на выборах штата, в основном концентрируясь на сельских жителях. Во время своего пребывания в качестве премьер-министра, был создан Государственный национальный парк Костюшко, состоялось повышение уровня финансирования галерей, библиотек и Сиднейского симфонического оркестра. Кроме того, были проведены различные реформы для сохранения образования, социальной защиты детей, и компенсаций работникам. В 1944 году был принят «Закон о ежегодном празднике», обеспечивающий всех работающих в Новом Южном Уэльсе двумя неделями оплачиваемого отпуска.
Во время Второй мировой войны он стал близким союзником премьер-министров от лейбористов Джона Кэртина и Бена Чифли, будучи особенно близким другом последнего. В 1944 году он ещё раз победил на выборах, таким образом, в первый раз лейбористское правительство Нового Южного Уэльса было переизбрано. 13 февраля 1946 года он объявил, что уйдёт на пенсию до следующих выборов штата.

### На посту генерал-губернатора Австралии
В 1947 году Чифли получил официальное разрешение от короля Георга VI для назначения Маккелла на должность генерал-губернатора Австралии. Это произошло только после очень значительного противодействия со стороны короля, обсуждения с участием заместителя действующего генерал-губернатора Генри, герцога Глостерского и Министерства иностранных дел Великобритании. Возражение не было личным, так как Георг VI никогда не встречался с Маккеллом, но внимание было обращено на то, что он был тесно связан с конкретной политической партией. В конце концов, Георг VI принял заверения Чифли в личной верности Маккелла в том, что корона не будет подвергаться какой-либо политической обструкции.
Официальный анонс назначения был сделан 31 января 1947 года, и Маккелл ушел из парламента и из министерства 6 февраля, но не раньше участия в закрытом собрании для избрания своего преемника 5 февраля, на котором он голосовал за Боба Хеффрона, но был избран Джеймс Макгирр.
Чифли сказал, что преемник герцога Глостерского должен быть австралийцем, и кажется, намеренно выбрав лейбориста из рабочей семьи. Против этого была либеральная оппозиция и консервативная пресса: Роберт Мензис назвал встречу «шокирующей и унизительной». В ходе дебатов о вотуме недоверия 20 февраля, Мензис говорит о том, что Маккелл активно занимался политикой , когда назначение уже было объявлено, что наносит удар по самой основой должности генерал-губернатора, потому что он должен быть так же далек от партийной политики, как королева в Великобритании. Чифли, в ответ, взял на себя полную ответственность за назначение, сказав, что не жалеет об этом. Маккелл держал достойное молчание, и не вступался за себя. Тем не менее, Чифли публично утверждал, что любой подходящий австралиец может быть избран генерал-губернатором.
Маккелл вступил в должность 11 марта, однако, уважение к короне и её представителю не означало, что не было никакой дальнейшей критики. Маккелл осуществлял формальные обязанности с достоинством, привлекая всех, кроме самых негибких англофилов. Когда Мензис победил Чифли и избрался на пост премьер-министра в декабре 1949 года, он с Маккелом стали сердечными друзьями и Мензис даже продлил свой срок с 14 месяцев до пяти лет.
Наиболее спорным моментом в карьере Маккелла считается март 1951 года, когда Мензис попросил у него роспуск обеих палат парламента и новые выборы. Лейбористы сохранили контроль над Сенатом после выборов 1949 года, и сенат послал банковский законопроект правительства в комитет. Мензис утверждал, что это является нарушением с точки зрения статьи 57 Конституции Австралии.
Многие в Лейбористской партии, но не Чифли, думали, что Маккелл должен отказаться от предложения Мензиса, но генерал-губернатор согласился. Маккелл высказал мнение, что это было плюсом для избирателей, а не генерал-губернатора, для определения, является ли правым сенат или Мензис: он видел своим долгом действовать по совету своего премьер-министра.
13 ноября 1951 года Маккелл принял рыцарство и стал Кавалером Большого креста Ордена Святого Михаила и Святого Георгия, от короля Георга VI, лично принявшего его в Букингемском дворце, когда Маккелл приехал с официальным визитом в Великобританию. Это вызвало значительный конфликт в Лейбористской партии, так как политика не имеет ничего общего с рыцарством, но они не могли ничего с этим поделать, так как Маккелл разорвал все связи с партией вместе со вступлением в должность.

### Последующая жизнь и смерть
Маккелл вышел в отставку в мае 1953 года, отбыв на посту первоначальный срок продленный на 14 месяцев премьер-министром Робертом Мензисом, ранее возражавшим против его назначения.
С июня 1956 по 1957 год он членом комиссии, ответственной за разработку Конституцию Федерации Малайи (теперь Малайзия).
Маккелл жил в Сиднее в течение еще 30 лет, став одним из старейших членов Лейбористской партии в Новом Южном Уэльсе, хотя он не возобновлял свою политическую деятельность. 
Уильям Джон Маккелл скончался 11 января 1985 года в Сиднее. Его вдова Мария Маккелл умерла в июле того же года.